# Forcipomyia elegans
Forcipomyia elegans är en tvåvingeart som beskrevs av Meillon och Wirth 1987. Forcipomyia elegans ingår i släktet Forcipomyia och familjen svidknott. Inga underarter finns listade i Catalogue of Life.